# شهرستان تاد (مینه‌سوتا)
شهرستان تود، مینه‌سوتا (به انگلیسی: Todd County, Minnesota) شهرستانی در ایالات متحده آمریکا است که در مینه‌سوتا واقع شده‌است.